# American Colossus: The Triumph of Capitalism, 1865-1900
American Colossus: The Triumph of Capitalism, 1865-1900 es un libro de no ficción escrito en 2010 por el historiador H. W. Brands. Publicado en formato impreso y audiolibro, el libro narra treinta y cinco años de la historia de los Estados Unidos tras la guerra de Secesión. La interpretación que Brands hace de este período destaca cómo la expansión del capitalismo y el ascenso de los empresarios transformaron el país. Este «triunfo del capitalismo», en palabras de Brands, mejoró notablemente la calidad de vida en Estados Unidos, pero amenazó con subvertir los principios igualitarios de la democracia.
Los críticos elogiaron el ritmo y la legibilidad del libro. American Colossus recibió críticas por su dependencia de fuentes secundarias y la cita de obras obsoletas, así como por las transiciones, en ocasiones entrecortadas, hacia temas menos relacionados con el tema principal. The Christian Century y Publishers Weekly consideraron que el tema del libro era adecuado para su época de publicación. AudioFile complementó la narración de la edición en audiolibro, proporcionada por Robertson Dean.

## Antecedentes
H. W. Brands, profesor de la Universidad de Texas en Austin, era en diciembre de 2006 un «historiador prolífico», en palabras del Boston Globe.  Es autor de lo que The Austin Chronicle llamó una «serie de libros populares» sobre la historia de los Estados Unidos. Otras obras de Brands incluyen A Traitor to His Class —una biografía de Franklin D. Roosevelt de 2000 que ganó el Premio Pulitzer —y el libro de 2010 American Dreams: The United States Since 1945. Para 2010, Brands había escrito más de una docena de libros, y SFGate lo llamó «escritura cómoda para el público general». La edición del 15 de junio de 2010 de Library Journal informó que un nuevo libro de Brands, American Colossus: The Triumph of Capitalism, 1865-1900, estaba por salir y se publicaría en octubre de ese año en formato de tapa dura, libro electrónico y audiolibro.

## Publicación
Doubleday publicó American Colossus: The Triumph of Capitalism, 1865-1900 el 12 de octubre de 2010. En su lanzamiento, se vendió por $35 USD (equivalente a $42 actualmente) y por $40 CAD (equivalente a $54 actualmente). El libro tiene 624 páginas.
La versión en audiolibro de American Colossus, de veintitrés horas y media de duración y narrada por Robertson Dean, también se publicó en 2010 y se vendió por 50 dólares (equivalente a 70 dólares actualmente) tras su lanzamiento. Lanzado en un conjunto de diecinueve CD, Random House Audio publicó la edición comercial del audiolibro y Books on Tape la edición para biblioteca.
En la primavera de 2012, Civil War Book Review informó que American Colossus estaba disponible en edición de tapa blanda. En su lanzamiento, se vendió por 17,95 dólares (equivalente a 24 dólares actualmente).

## Contenido
American Colossus narra la historia de los Estados Unidos en los treinta y cinco años posteriores a la guerra de Secesión. El libro destaca el ascenso de empresarios como Cornelius Vanderbilt, J. P. Morgan, John D. Rockefeller y Andrew Carnegie, interpretando este período desde la perspectiva del «triunfo del capitalismo». Desde la perspectiva de la calidad de vida material, Brands argumenta que «la revolución capitalista fue, en muchos sentidos, lo mejor que le pudo pasar a la gente común de Estados Unidos», ya que el ingreso promedio per cápita se duplicó y la esperanza de vida aumentó. Estados Unidos se convirtió en la mayor economía del mundo y logró avances en infraestructura como el Puente de Brooklyn y el ferrocarril transcontinental. En el sur de Estados Unidos, la mano de obra asalariada llenaron el vacío dejado por la abolición del trabajo esclavizado.
Políticamente, Brands argumenta en American Colossus que el capitalismo y la democracia estaban en conflicto. Aunque Estados Unidos era «el arquetipo mundial de la democracia capitalista», en palabras de Brands, American Colossus retrata al capitalismo prácticamente destruyendo la democracia estadounidense. En una entrevista sobre el libro, Brands explicó su interpretación diciendo que «la democracia se basa en el principio de igualdad: cada uno tiene un voto», mientras que «el capitalismo se basa en la desigualdad: cada persona aporta diferentes talentos al mercado económico y obtiene diferentes resultados».: 1:58–2:30  Los trabajadores de cuello azul estaban en desventaja en las relaciones laborales con las corporaciones comerciales, y American Colossus narra varios incidentes de violencia en medio de manifestaciones laborales, incluyendo la huelga de Pullman y la revuelta de Haymarket. Los empresarios sobornaron a los políticos. La Corte Suprema de los Estados Unidos frustró los esfuerzos para que el gobierno federal controlara el poder de los monopolio s comerciales en el siglo XIX; la reforma antimonopolio tuvo más éxito en el siglo XX, durante las presidencias de Theodore Roosevelt y de Woodrow Wilson.
Mientras narra el ascenso del capitalismo, American Colossus también ofrece un panorama general del período. Brands vincula el capitalismo con la aniquilación de los pueblos indígenas de Estados Unidos y el establecimiento de las leyes Jim Crow segregacionistas en el Sur. Narra las historias de los asentamientos en el oeste y las oleadas de inmigración.
American Colossus incorpora algunos relatos de primera mano de la época, como el relato de testigo ocular de Alce Negro sobre la masacre de Wounded Knee y el periodismo muckraker de Jacob Riis. En su mayoría, cita trabajos académicos publicados previamente, incluidos varios de los primeros trabajos de Brands.

## Recepción
Virginia Quarterly Review calificó a American Colossus como un «libro de ritmo rápido y accesible», y Kirkus Reviews lo denominó un «pseudolibro de texto escrito con agilidad dirigido a lectores fuera de las aulas universitarias». The Globe and Mail lo llamó una «narrativa fascinante». Según The New York Times, American Colossus aborda las dificultades de la amplitud del período, resumiendo que Brands «maneja esta extensa y compleja historia con autoridad y estilo» y escribió «lo más cercano que la historia seria puede llegar a ser un libro atrapante». Salon llamó al libro «un recorrido de ritmo rápido a través de un período de ritmo rápido» que «nunca se atasca» y presenta «algunas vistas realmente impresionantes». Una reseña en el Financial Post elogió la «narrativa y el dominio del detalle» y calificó el estilo «simple y vívido de principio a fin». The Library Journal calificó a American Colossus como una «sólida contribución para estudiantes universitarios y otros lectores interesados en la Gilded Age».
Kirkus Reviews criticó el libro American Colossus de Brands por «depender demasiado de historias y biografías previas, incluyendo algunas de su propia autoría». Según Virginia Quarterly, los estudiantes que leen American Colossus «podrían sentirse frustrados, ya que el libro no es ni una reinterpretación precisa ni una síntesis exhaustiva de la investigación más reciente». The New York Times afirmó que la descripción que hace American Colossus del magnate Cornelius Vanderbilt se ve afectada porque Brands cita obras antiguas sobre él. La reseña de Waterloo Region Record concluyó que American Colossus ofrece «una buena cobertura de todos los aspectos históricos destacados, pero el libro no ofrece una perspectiva particularmente novedosa».
American Colossus presenta numerosos «desvíos fascinantes», según Publishers Weekly. Al abordar sus numerosos temas, Brands «no siempre ofrece transiciones fluidas», según Kirkus Reviews. Según Virginia Quarterly Review, algunas de las digresiones de American Colossus, «si bien necesarias en un estudio de la época, parecen menos fundamentales aquí», de modo que «algunos hilos solo se entrelazan parcialmente» en el libro. La reseña de Salon argumentó que el libro «se ve obstaculizado por la gran cantidad de historias» y que «con demasiada frecuencia, Brands cuenta con miles de anécdotas, pero no con el análisis».
The Christian Century calificó a American Colossus como «un oportuno recordatorio» de cómo los mercados influyen en la sociedad. Publishers Weekly lo consideró un «estudio oportuno». En una entrevista realizada tras la publicación del libro, Brands informó que la resonancia de American Colossus con su momento de publicación le sorprendió, y destacó la diferencia entre una viñeta de American Colossus en la que el financiero J. P. Morgan rescató al Departamento del Tesoro de los Estados Unidos en 1895, en comparación con la Gran Recesión de la época, en la que, según él, el gobierno estadounidense rescató a «JP Morgan y a los grandes bancos».: 7:58–8:25 
Según AudioFile, las habilidades de Robertson Dean se exhiben plenamente en la edición en audiolibro de American Colossus. La reseña de AudioFile elogió la dicción de Dean, afirmando que mantenerla fue una gran hazaña dada la extensión del audiolibro, y escribió que «hace que cada palabra sea interesante».